# Mannar (plaats)
Mannar (Singalees: Mannārama; Tamil: Maṉṉār) is een plaats in het noorden van Sri Lanka en is de hoofdplaats van het district Mannar. Mannar ligt op het gelijknamige eiland Mannar voor de kust van Sri Lanka. Mannar telde in 2001 bij de volkstelling 41.724 inwoners. Sinds 1981 is het de zetel van een rooms-katholiek bisdom.
De Golf van Mannar ontleent zijn naam aan de plaats en het eiland.